# 極悪ノ華 北斗の拳ジャギ外伝
『極悪ノ華 北斗の拳ジャギ外伝』（ごくあくノはな ほくとのけんジャギがいでん）は、武論尊・原哲夫（原案）、ヒロモト森一（作画）による日本の漫画作品。『週刊コミックバンチ』（新潮社）にて2009年4・5合併号から同年36・37合併号まで連載。本編15話、読み切り1話（同年23号掲載）。なお24号から33号まではヒロモトが怪我で入院したため休載。単行本は全2巻。
『北斗の拳』のスピンオフ作品。北斗四兄弟を北斗三兄弟などと無かったことにされたこともある不遇の三男ジャギを主人公にしており、劣等感と苦悩の果てに邪悪へと変貌する過程を描いていく。

## あらすじ
核戦争後、ジャギはケンシロウの名を騙り、罪のない人々に暴虐の限りを尽くしていた。
しかし、かつてのジャギは父リュウケンを慕う普通の少年だった。ある日、突然連れてこられた二人の少年（ラオウとトキ）が、自分を差し置いて父の全てである北斗神拳を受け継ぐという。候補から除外されたショックで出奔するも、友人を得て立ち直りかけたジャギであったが、更なる衝撃が彼を襲う。それは自分より幼いケンシロウの候補者参入であった。

## 登場人物
ジャギ
本編の主人公。北斗四兄弟の三兄。幼児期に火災で実の親を失うが、リュウケンに救出されて以後その養子となる。
あくまで家族として拾われたため、リュウケンとの邂逅は兄弟中で最も早いが、伝承者候補となったのは最も遅い。
拳の資質は常人を凌駕するが、兄弟中では最も劣り、劣等感から次第に苛烈な性格に変貌していく。
核戦争勃発後は、アンナ（後述）との悲劇的な別れを経て精神のタガが外れ、野盗たちの「救世主」に祭り上げられる。
だが空虚な心は埋まらず、生きる意味を見失い、自分の腹を自分で刺すほど錯乱するようになる。
原作通りケンシロウに顔を破壊されて以降は復讐心を生きる糧とするようになるが、ケンシロウに施された秘孔の術による後遺症で日夜苦しみ、更に狂気を加速させていく。
更に拳王となったラオウと再会してからは、その覇気に歪んだ影響を受け、ケンシロウの名を騙って暴虐の限りを尽くした。
最期はケンシロウに敗れ頭部破裂、断末魔に見た走馬灯の中でアンナを捨てた過ちに気づき、痛恨と共に絶命。
その死後、ヘルメットの残骸からは、二輪の花が互いに寄り添うように咲いていた。
リュウケン
北斗神拳第63代伝承者。
ジャギに親として惜しみない愛情を注ぐが、拳を授け弟子とすることには難色を示す。
原作と異なり、伝承者決定の際にジャギに寺院を焼かれて強談判されるが、あえて抵抗せず、最後まで我が子と想い続けた。
ラオウ
北斗四兄弟の長兄。トキと共に伝承者候補としてリュウケンの元に引き取られる。
野心が強く、リュウケンやジャギを蔑視している。
トキ
北斗四兄弟の次兄。ラオウと共に伝承者候補の修行を受ける。
優しい性格で、ジャギやケンシロウをいつも気遣っているが、南斗十人組み手にジャギを連れて行かぬことに同意したため、ジャギの不信を買う。
ケンシロウ
北斗四兄弟の末弟。後の第64代伝承者で『北斗の拳』の主人公。
年端もいかぬ児童でありながら、ジャギを差し置いて伝承者候補に迎えられたため、ジャギの激怒を買い、しばしば暴行を受ける。
はじめ組手にわざと負けるなどしてジャギを気遣っていたが、これをジャギへの侮辱とアンナに叱責されて以降は本気を出し、皮肉にも却ってジャギの劣等感を加速させた。
本作では、かつて北斗八悶九断を止めた理由が「ジャギはリュウケンの息子だから」という配慮であったとされている。
シバ
白蛇拳の使い手。シュウの息子と同名であるが別人。
北斗寺院に道場破りに現れ、まだ拳を授かっていないジャギを圧倒するが、最後はその執念に敗れる。
ジャギが正式に伝承者候補に参入するきっかけとなった。
アンナ
暴走族の少女。家出中のジャギと邂逅し、徐々に友情を育んでいき、ジャギもまたその存在を好ましく思うようになる。
ジャギにほのかな恋心を抱くも、偶然にもジャギの「負の面」を目にしたことがないアンナの助言や気遣いは
真っ当なものであるが故に、逆にアンナの意図しない方向でジャギの劣等感や闇を増幅させてしまう。
核戦争後にモヒカン団（後述）に集団暴行され致命傷を負うという悲劇に見舞われ、ジャギに会うため最後の力を振り絞って
北斗寺院に行くも、ケンシロウをジャギと勘違いし、最期までジャギの本性を知ることなく、その腕の中で力尽きた。
遺体は暴行に関わっていないモヒカン団の手で丁重に葬られたが、この出来事がジャギの精神に深刻な傷を残す。
なお半分しか叶わぬ夢があると独白していたが、その内容は作中では明かされなかった。
ボス
暴走族のリーダー。アンナの兄。
度量が広く、ジャギに対してもしばしば助言を与えた。
核戦争後にモヒカン団の襲撃で右腕を失うが、最終回ではジャギらの結末を看取った。
クレージーズ / モヒカン団
ボスやアンナの組織と敵対する暴走族。全員がドクロを模したマスクを被っている。
核戦争後はマスクを脱ぎ、凶悪な野盗「モヒカン団」へと転身。
アンナを殺害したためジャギと衝突し大勢が死亡するが、それをきっかけにジャギを崇拝するようになる。
ジャギを救世主と崇める男
モヒカン団の一人で、ヘルメットを被っている。原作でジャギに伝承者決定を伝えた男。
仲間達が倒される中いち早くジャギに心服し、暴行に参加しなかった仲間と共にアンナを丁重に弔う。
ジャギの死後も生存し、ボスに合流した。

## 技、奥義
ジャギの技のみ紹介。いずれも原作に登場した技だが、本作では独自の解釈が加えられている。
北斗羅漢撃
リュウケンがジャギに直接伝授した奥義。
両掌を突き出した構えから、軌道の読めない変幻自在の突きを無数に繰り出す。
憎しみや恨みといった負の感情を捨てた者のみ極められるとされ、一時はリュウケンも感心するほどの切れを見せた。
北斗千手殺
ジャギが出奔中に独自に編み出した技で、リュウケン曰く「有りもしない技」。
跳躍しながら下方に無数の突きを放つ。
一瞬で数十人の賊徒を虐殺する等、原作より飛躍的に強化されている。